# Forma canònica de Jordan

Un exemple de matriu en forma canònica de Jordan. Els blocs grisos s'anomenen blocs de Jordan i només tenen diferents de zero els valors de la diagonal (els valors propis) i els que queden immediatament per damunt (aquests valen 1). La resta d'elements de la matriu, fora dels blocs de Jordan, són tots zero (aquí representats amb espais en blanc).

La forma canònica de Jordan o forma normal de Jordan és un terme matemàtic utilitzat en àlgebra lineal. Deu el seu nom al matemàtic francès Camille Jordan, que la va descobrir el 1871 per a solucionar sistemes d'equacions diferencials complexes per a matrius complexes. En concret, és la representació d'un endomorfisme amb una matriu de Jordan, que és una forma especial de matriu triangular superior, en certa base.
El problema de trobar la forma canònica de Jordan d'un endomorfisme consisteix a trobar quina és la matriu de Jordan que el representa i quina és la base en què l'endomorfisme pren aquesta forma.
L'aspecte d'una matriu (o d'un endomorfisme, o d'un operador lineal) en forma canònica de Jordan és el d'una matriu amb gairebé totes les entrades nul·les, llevat de la diagonal principal i dels elements immediatament per sobre (o per sota) d'aquesta diagonal, que són 1 o 0.
En un espai vectorial complex de dimensió finita, qualsevol endomorfisme té una forma canònica de Jordan. En canvi, en un espai vectorial real, no tots els endomorfismes tenen una forma canònica de Jordan real.

## Precedents

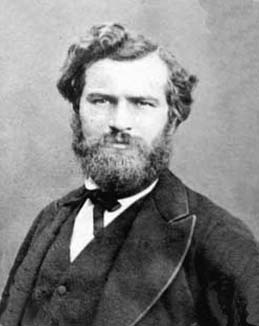
Camille Jordan (1838-1922)

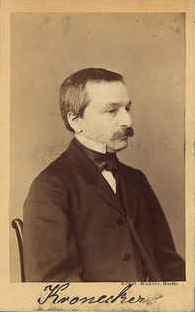
Retrat de Leopold Kronecker

Camille Jordan i Leopold Kronecker tingueren una gran controvèrsia durant l'any 1874, generada per l'ambició de Jordan per reorganitzar la teoria de formes bilineals mitjançant el que anomenà noció «simple» de forma canònica. Donats dos polinomis bilineals {\displaystyle P=\sum _{i,j=1}^{n}A_{ij}x_{i}y_{j}} i {\displaystyle Q=\sum _{s,t=1}^{n}B_{st}x_{s}y_{t}}, hom es planteja la possibilitat de reduir ambdós polinomis {\displaystyle P} i {\displaystyle Q} simultàniament a la seva forma canònica.
D'una banda, Karl Weierstrass va definir el 1868 un conjunt complet de polinomis invariants per parells de formes bilineals no-singulars, que es calculen a partir del determinant {\displaystyle |P+sQ|}, i que designà com divisors elementals de {\displaystyle (P,Q)}. Tota forma quadràtica {\displaystyle Q(X)=\sum _{i,j=1}^{n}x_{i}a_{ij}x_{j}} sobre {\displaystyle \mathbb {R} } és equivalent a una única forma {\displaystyle y_{1}^{2}+y_{2}^{2}+\cdots +y_{p}^{2}-y_{p+1}^{2}-\cdots -y_{r}^{2}}, on r representa el rang de la matriu simètrica A = [aij] i p és la major dimensió de tots els subespais V sobre els quals {\displaystyle Q(X)} és definida positiva. A més, dues matrius n×n A i B són congruents si i només si tenen el mateix rang i la mateixa signatura.
El càlcul d'invariants era un mètode típic de la teoria de formes bilineals desenvolupada en la dècada de 1860, i es considerava un tema d'estudi especialitzat, limitat a alguns geòmetres de Berlín, com ara Christoffel, Kronecker i Weierstrass. D'altra banda, en l'àmbit de la teoria de grups, Jordan afirmà que una substitució lineal podia reduir-se a una forma canònica simple. Els dos teoremes foren plantejants de manera independent i pertanyien a diferents àrees de les matemàtiques, fins que Jordan afirmà el 1873 que el seu teorema es podria aplicar a la teoria de formes.
El 1766, Lagrange desenvolupà un mètode per la integració d'un sistema de n equacions lineals a coeficients constants que modelitzava les petites oscil·lacions d'una molla carregada amb un nombre arbitrari de pesos (simbolitzat per {\displaystyle {\mathrm {d} }y_{i}=\sigma _{k}y_{i}\,(i=1,\ldots ,n)}, on {\displaystyle \sigma _{k}} representen els períodes de les oscil·lacions independents). El punt comú dels invariants de Weierstrass i de la forma canònica de Jordan era que llurs mètodes eren capaços de proporcionar una solució completa a aquest problema, independentment de la multiplicitat de les seves arrels. Jordan també arribà a aquesta conclusió entre 1871 i 1872.
La qüestió va ser llavors quin mètode s'havia d'emprar per organitzar la teoria de formes bilineals. D'una banda, Jordan argumentà que el mètode principal de la teoria havia de ser la reducció algebraica de les formes a les seves formes canòniques més simples. D'altra banda, Kronecker objectà que la teoria pertanyia a l'aritmètica de les formes segons la tradició de Gauss, i que, per tant, el problema principal havia de ser caracteritzar les classes d'equivalència de les formes mitjançant el càlcul d'invariants. És més, Kronecker argumentà que els invariants de Weierstrass es podien calcular de forma efectiva, perquè estaven definits com a màxims comuns divisors dels menors extrets del polinomi invariant {\displaystyle |P+sQ|}; en canvi, segons el mateix Kronecker, la forma canònica de Jordan no es podia calcular de forma efectiva, en general, i s'havia de considerar com una "noció formal" sense "significat objectiu".

## Motivació
Un operador lineal entre espais vectorials de dimensió finita es pot representar amb una matriu; si l'operador lineal és un endomorfisme (o sigui, un operador lineal d'un espai vectorial sobre si mateix), aleshores la matriu és quadrada.
La matriu que representa un endomorfisme depèn de la base que es faci servir. En moltes aplicacions dels endomorfismes, convindrà triar la base de manera que la matriu que representa un cert endomorfisme tingui una forma tan senzilla com sigui possible. La forma més senzilla que pot adoptar la matriu d'un endomorfisme és la d'una matriu diagonal, però sovint no serà possible trobar-ne una (o sigui, no tots els endomorfismes són diagonalitzables). Pels endomorfismes no diagonalitzables, hom pot intentar representar-los amb una matriu de Jordan, que és una mica menys senzilla que una matriu diagonal, però encara prou manejable.
Per exemple, una matriu A n × n és diagonalitzable si i només si la suma de les dimensions dels seus espais propis és n. De forma equivalent, si i només si A té n vectors propis linealment independents. No totes les matrius són diagonalitzables. Considerem la següent matriu:
{\displaystyle A={\begin{pmatrix}5&4&2&1\\0&1&-1&-1\\-1&-1&3&0\\1&1&-1&2\end{pmatrix}}.}
Si es tenen en compte les multiplicitats, els valors propis de A són λ = 1, 2, 4, 4. La dimensió del nucli de (A − 4In) és 1 (i no 2), de tal manera que A no és diagonalitzable. En canvi, existeix una matriu invertible P tal que A = PJP−1, on
{\displaystyle J={\begin{pmatrix}1&0&0&0\\[2pt]0&2&0&0\\[2pt]0&0&4&1\\[2pt]0&0&0&4\end{pmatrix}}.}
La matriu J és gairebé diagonal. De fet, és la forma canònica de Jordan de A. A la secció Exemples de càlcul es poden trobar els detalls de com calcular-la.
Qualsevol matriu quadrada té una forma canònica de Jordan si s'estén el cos de coeficients a un altre cos que contingui tots els valors propis de la matriu. Malgrat el seu nom, la forma canònica per una matriu M no és completament única, perquè és una matriu diagonal per blocs, on cadascun d'ells és un bloc de Jordan, l'ordre dels quals no està fixat; per convenció, hom agrupa els blocs del mateix valor propi, però no hi ha preestablert cap ordre en els valors propis, ni en els blocs per un mateix valor propi; encara que això últim en pot reduir lleugerament la mida.
Un altre motiu per considerar la forma canònica de Jordan d'una matriu és la simplificació dels càlculs que hom ha de realitzar quan es vol calcular una potència n-sima d'una matriu. Per exemple, donada una matriu {\displaystyle A}, si es vol calcular {\displaystyle A^{10}}, s'ha de calcular {\displaystyle A^{2}=A\cdot A}, després {\displaystyle A^{3}=A^{2}\cdot A}, i així successivament fins a arribar a {\displaystyle A^{10}=A^{9}\cdot A}, un càlcul que pot resultar senzill però feixuc (el cost computacional de multiplicar només dues matrius és aproximadament {\displaystyle O(n^{3})}, si n és la grandària de les matrius; per tant, el cost computacional de calcular la k-sima potència d'una matriu n×n és aproximadament {\displaystyle O(kn^{3})}, en notació de Landau). En canvi, si primer es determina la forma canònica de Jordan de {\displaystyle A}, per exemple denotada per {\displaystyle J}, hom té que existeix una matriu de canvi de base {\displaystyle P} tal que {\displaystyle A=PJP^{-1}}. A partir d'aquí,
{\displaystyle {\begin{aligned}A^{10}&=\overbrace {A\cdot A\cdots A} ^{\text{10 cops}}\\&=\overbrace {(PJP^{-1})(PJP^{-1})\cdots (PJP^{-1})} ^{\text{10 cops}}\\&=PJ({\cancel {P^{-1}P}})J({\cancel {P^{-1}P}})\cdots J({\cancel {P^{-1}P}})JP^{-1}\\&=P\cdot \overbrace {J\cdots J} ^{\text{10 cops}}\cdot P^{-1}\\&=PJ^{10}P^{-1}\\\end{aligned}}}
on {\displaystyle J^{10}} és més fàcil de calcular que {\displaystyle A^{10}}, perquè {\displaystyle J} és una matriu per blocs, on cada bloc és triangular superior. De fet, per calcular la potència k-sima d'una matriu expressada en forma canònica de Jordan, només cal calcular la potència k-sima de cada bloc de Jordan. És a dir, si hom té una matriu en forma canònica de Jordan
{\displaystyle J={\begin{pmatrix}J_{\lambda _{1}}&&&\\&J_{\lambda _{2}}&&\\&&\ddots &\\&&&J_{\lambda _{r}}\\\end{pmatrix}}}
amb r blocs de Jordan {\displaystyle J_{\lambda }}, la seva potència k-sima és:
{\displaystyle J^{k}={\begin{pmatrix}J_{\lambda _{1}}^{k}&&&\\&J_{\lambda _{2}}^{k}&&\\&&\ddots &\\&&&J_{\lambda _{r}}^{k}\\\end{pmatrix}}.}
Ara, la potència k-sima d'un bloc de Jordan de dimensió d
{\displaystyle J_{\lambda }={\begin{pmatrix}\lambda &1&0&\cdots &0\\0&\lambda &1&\cdots &0\\\vdots &\vdots &\ddots &\vdots &\vdots \\0&0&\cdots &\lambda &1\\0&0&\cdots &0&\lambda \\\end{pmatrix}}}
és, de forma explícita:
{\displaystyle J_{\lambda }^{k}={\begin{pmatrix}\lambda ^{k}&k\lambda ^{k-1}&{\binom {k}{2}}\lambda ^{k-2}&\cdots &{\binom {k}{d-1}}\lambda ^{k-(d-1)}\\0&\lambda ^{k}&k\lambda ^{k-1}&\cdots &{\binom {k}{d-2}}\lambda ^{k-(d-2)}\\\vdots &\vdots &\ddots &\vdots &\vdots \\0&0&\cdots &\lambda ^{k}&k\lambda ^{k-1}\\0&0&\cdots &0&\lambda ^{k}\\\end{pmatrix}}}
on {\displaystyle {\binom {k}{h}}={\frac {k!}{h!(k-h)!}}}, i amb la convenció de què {\displaystyle {\binom {k}{h}}=0} per {\displaystyle h\geq k}.
El cost computacional per calcular la forma canònica de Jordan d'una matriu n×n és aproximadament {\displaystyle O(n^{3}+n^{2})}. A partir d'aquí, per completar el càlcul, hom només ha d'afegir el cost computacional del càlcul de la inversa de P, i dos productes matricials.

## Definició

Un exemple de matriu de Jordan. Els blocs grisos s'anomenen blocs de Jordan i només tenen diferents de zero els valors de la diagonal i els que queden immediatament per damunt (aquests valen 1). La resta d'elements de la matriu, fora dels blocs de Jordan, són tots zero (aquí representats amb espais en blanc). En aquest exemple, el polinomi característic és P(λ)=(λ-λ_{1})^{3}(λ-λ₂)²(λ-λ₃)…(λ-λ_{n})²; per tant, la multiplicitat del valor propi λ_{1} és 3, la de λ₂ és 2, la de λ₃ és 1, i la de λ_{n} és 2.

Sigui {\displaystyle f\colon E\to E} un endomorfisme d'espais vectorials. Suposi's que el polinomi mínim de {\displaystyle f} descompon en factors lineals. Sigui {\displaystyle E=F_{0}\oplus \cdots \oplus F_{r}} la descomposició de {\displaystyle E} en suma directa d'espais {\displaystyle f}-cíclics, i sigui {\displaystyle (x-a_{i})^{s_{i}}} el polinomi mínim de la restricció de {\displaystyle f} a {\displaystyle F_{i}}. Es tria per a cada {\displaystyle F_{i}} un vector {\displaystyle u_{i}} amb polinomi mínim {\displaystyle (x-a_{i})^{s_{i}}}. Aleshores els vectors
{\displaystyle u_{i},\quad (f-a_{i}I)(u_{i}),\quad \ldots ,\quad (f-a_{i}I)^{s_{i-1}}(u_{i})}
són linealment independents. Ara, {\displaystyle \dim F_{i}=s_{i}} i, per tant, aquests vectors formen una base. La matriu de la restricció de {\displaystyle f} a {\displaystyle F_{i}} en aquesta base és
{\displaystyle \left.J(a_{i},s_{i})={\begin{pmatrix}a_{i}&0&0&\cdots &0&0\\1&a_{i}&0&\cdots &0&0\\0&1&a_{i}&\cdots &0&0\\\vdots &\vdots &\ddots &\ddots &\vdots &\vdots \\0&0&0&\ddots &a_{i}&0\\0&0&0&\cdots &1&a_{i}\end{pmatrix}}\quad \right\}s_{i}.}
Hom diu que {\displaystyle J(a_{i},s_{i})} és un bloc de Jordan pel valor propi {\displaystyle a_{i}} de dimensió {\displaystyle s_{i}}.
Nota: Alguns autors prefereixen escriure
{\displaystyle \left.{\tilde {J}}(a_{i},s_{i})={\begin{pmatrix}a_{i}&1&0&\cdots &0&0\\0&a_{i}&1&\cdots &0&0\\0&0&a_{i}&\ddots &0&0\\\vdots &\vdots &\ddots &\ddots &\ddots &\vdots \\0&0&0&\cdots &a_{i}&1\\0&0&0&\cdots &0&a_{i}\end{pmatrix}}\quad \right\}s_{i}.}
Això no suposa una pèrdua de generalitat, perquè la forma de la matriu depèn de l'ordenació dels vectors de la base en la qual pren aquesta forma.
S'obté així el següent teorema:
| Si el polinomi mínim de {\displaystyle f\in \mathrm {End} (E)} descompon en factors lineals, existeix una base de {\displaystyle E} en la qual la matriu de {\displaystyle f} és de la forma {\displaystyle J={\begin{pmatrix}J(a_{0},s_{0})&&&0\\&J(a_{1},s_{1})&&\\&&\ddots &\\0&&&J(a_{r},s_{r})\end{pmatrix}}.} Forma canònica de Jordan |

De la mateixa manera que es parla de la forma de Jordan d'un endomorfisme, també es pot parlar de la forma de Jordan d'una matriu. Trobar la forma canònica de Jordan d'una matriu és trobar una matriu de Jordan semblant a aquesta, i trobar també la transformació de semblança. El problema de trobar la forma de Jordan d'una matriu és equivalent al problema de trobar la forma de Jordan d'un endomorfisme representat per aquesta matriu.

## Procediment de càlcul
Cal trobar una base en la qual la matriu prengui la forma {\displaystyle J} vista anteriorment. Cal observar que els elements {\displaystyle a_{i}} que apareixen a la diagonal de la matriu canònica de Jordan són els valors propis de {\displaystyle f} (possiblement repetits). Per obtenir una base de {\displaystyle E} en què la matriu de {\displaystyle f} sigui la matriu canònica de Jordan, es procedeix de la següent forma.
Siguin {\displaystyle p(x)=(x-\lambda _{1})^{\alpha _{1}}\cdots (x-\lambda _{r})^{\alpha _{r}}} i {\displaystyle m(x)=(x-\lambda _{1})^{s_{1}}\cdots (x-\lambda _{r})^{s_{r}}} els polinomis característic i mínim de {\displaystyle f}. Es té que {\displaystyle \alpha _{1}+\cdots +\alpha _{r}=n=\mathrm {dim} E} i {\displaystyle s_{i}\leq \alpha _{i}\quad \forall i}. Els enters {\displaystyle s_{i}} estan caracteritzats pel fet que
{\displaystyle {\begin{aligned}\{{\vec {0}}\}&\subset \mathrm {Nuc} (f-\lambda _{i}I)\\&\subset \mathrm {Nuc} (f-\lambda _{i}I)^{2}\\&\subset \cdots \subset \\&\subset \mathrm {Nuc} (f-\lambda _{i}I)^{s_{i}-1}\subsetneqq \mathrm {Nuc} (f-\lambda _{i}I)^{s_{i}}\end{aligned}}}
i
{\displaystyle \mathrm {Nuc} (f-\lambda _{i})^{s_{i}}=\mathrm {Nuc} (f-\lambda _{i})^{t}=E^{i}\quad \forall t\geq s_{i}.}
A més,
{\displaystyle E=E^{1}\oplus \cdots \oplus E^{r}.}
La base que s'està buscant és unió de bases convenients dels subespais invariants {\displaystyle E_{i}}. Restringint-se a aquests espais, hom pot suposar que el polinomi característic de {\displaystyle f\in \mathrm {End} (E)} és {\displaystyle (x-\lambda )^{n}} i el polinomi mínim {\displaystyle (x-\lambda )^{s}}, amb {\displaystyle s\leq n}. Per a qualsevol {\displaystyle u\in E} es pot designar {\displaystyle (f-\lambda I)(u)} per {\displaystyle q(u)}.
Consideri's aquest requadre de vectors:
| {\displaystyle E=\mathrm {Nuc} (f-\lambda I)^{s}} | {\displaystyle u_{11}}          | {\displaystyle \cdots } | {\displaystyle u_{1k_{1}}}          |                                 |                         |                                     |                         |                              |                         |                                    |                        |                         |                            |
| {\displaystyle \mathrm {Nuc} (f-\lambda I)^{s-1}} | {\displaystyle q(u_{11})}       | {\displaystyle \cdots } | {\displaystyle q(u_{1k_{1}})}       | {\displaystyle u_{21}}          | {\displaystyle \cdots } | {\displaystyle u_{2k_{2}}}          |                         |                              |                         |                                    |                        |                         |                            |
| {\displaystyle \cdots }                           | {\displaystyle \cdots }         | {\displaystyle \cdots } | {\displaystyle \cdots }             | {\displaystyle \cdots }         | {\displaystyle \cdots } | {\displaystyle \cdots }             |                         |                              |                         |                                    |                        |                         |                            |
| {\displaystyle \mathrm {Nuc} (f-\lambda I)^{2}}   | {\displaystyle q^{s-2}(u_{11})} | {\displaystyle \cdots } | {\displaystyle q^{s-2}(u_{1k_{1}})} | {\displaystyle q^{s-3}(u_{21})} | {\displaystyle \cdots } | {\displaystyle q^{s-3}(u_{2k_{2}})} | {\displaystyle \cdots } | {\displaystyle u_{s-1,1}}    | {\displaystyle \cdots } | {\displaystyle u_{s-1,k_{s-1}}}    |                        |                         |                            |
| {\displaystyle \mathrm {Nuc} (f-\lambda I)}       | {\displaystyle q^{s-1}(u_{11})} | {\displaystyle \cdots } | {\displaystyle q^{s-1}(u_{1k_{1}})} | {\displaystyle q^{s-2}(u_{21})} | {\displaystyle \cdots } | {\displaystyle q^{s-2}(u_{2k_{2}})} | {\displaystyle \cdots } | {\displaystyle q(u_{s-1,1})} | {\displaystyle \cdots } | {\displaystyle q(u_{s-1,k_{s-1}})} | {\displaystyle u_{s1}} | {\displaystyle \cdots } | {\displaystyle u_{sk_{s}}} |

Els vectors {\displaystyle u_{11},\ldots ,u_{1k_{1}}} determinen classes que formen una base de {\displaystyle \mathrm {Nuc} (f-\lambda I)^{s}/\mathrm {Nuc} (f-\lambda I)^{s-1}}. És fàcil veure que {\displaystyle u_{11},\ldots ,u_{1k_{1}}} són linealment independents i que {\displaystyle q(u_{11}),\ldots ,q(u_{1k_{1}})\in \mathrm {Nuc} (f-\lambda I)^{s-1}} determinen classes linealment independents a {\displaystyle \mathrm {Nuc} (f-\lambda I)^{s-1}/\mathrm {Nuc} (f-\lambda I)^{s-2}}. Els vectors {\displaystyle u_{21},\ldots ,u_{2k_{2}}} són vectors representants de classes que, juntament amb les anteriors, formen una base de {\displaystyle \mathrm {Nuc} (f-\lambda I)} formada pels vectors situats a l'última fila del requadre.
Es té aleshores:
- El conjunt de tots els vectors que apareixen en el requadre formen una base de {\displaystyle E}.
- El nombre de columnes és la multiplicitat del valor propi {\displaystyle \lambda }.
- El nombre de files és l'exponent del polinomi mínim.
- El nombre de vectors a cada fila és {\displaystyle \mathrm {dim} (\mathrm {Nuc} (f-\lambda I)^{t}/\mathrm {Nuc} (f-\lambda I)^{t-1})={\bar {q}}_{t}-{\bar {q}}_{t-1}=p_{t}}.
- El nombre de matrius {\displaystyle J(\lambda ,t)} que apareixen en la matriu canònica de Jordan de {\displaystyle f} és {\displaystyle n_{t}=p_{t}-p_{t+1}}, que és la diferència de vectors en files consecutives.
- Cada columna és la base d'un subespai {\displaystyle f}-cíclic de la descomposició de {\displaystyle E}.

## Matrius complexes
En general, una matriu quadrada a entrades complexes A és semblant a una matriu diagonal per blocs
{\displaystyle J={\begin{pmatrix}J_{1}&\;&\;\\\;&\ddots &\;\\\;&\;&J_{p}\end{pmatrix}}}
on cada bloc Ji és una matriu quadrada de la forma
{\displaystyle J_{i}={\begin{pmatrix}\lambda _{i}&1&\;&\;\\\;&\lambda _{i}&\ddots &\;\\\;&\;&\ddots &1\\\;&\;&\;&\lambda _{i}\end{pmatrix}}.}
Així doncs existeix una matriu invertible P tal que P-1AP = J té la propietat que els únics elements no-nuls de J són a la diagonal i a la superdiagonal. J s'anomena forma canònica de Jordan de A. Cada Ji s'anomena bloc de Jordan de A. En cadascun dels blocs de Jordan, totes les entrades de la superdiagonal són iguals a 1.
Assumint aquest resultat, se'n poden deduir les següents propietats:
- Tenint en compte les multiplicitats, els valors propis de J i, per tant, de A, són les entrades de la diagonal.
- Donat un valor propi λi, la seva multiplicitat és la dimensió de Ker(A − λi I), i és el nombre de blocs de Jordan corresponents a λi.[17]
- La suma de les mides de tots els blocs de Jordan corresponents a un valor propi λi és la seva multiplicitat algebraica.[17]
- A és diagonalitzable si i només si, per cada valor propi λ de A, les seves multiplicitats geomètrica i algebraica coincideixen.[18]
- El bloc de Jordan corresponent a λ és de la forma λ I + N, on N és una matriu nilpotent definida com a Nij = δi,j−1 (on δ és la delta de Kronecker).[4] El fet de ser N nilpotent és de gran ajut quan es vol calcular f(A) on f és una funció analítica complexa. Per exemple, la forma de Jordan pot donar una formulació tancada i explícita de l'exponencial exp(A).
- El nombre de blocs de Jordan corresponents a λ de mida almenys j és dim Ker(A - λI)j - Ker(A - λI)j-1. Així, el nombre de blocs de Jordan de mida exactament j és

{\displaystyle 2\dim \ker(T-\lambda _{i}I)^{j}-\dim \ker(T-\lambda _{i}I)^{j+1}-\dim \ker(T-\lambda _{i}I)^{j-1}}

### Vectors propis generalitzats
Consideri's la matriu A de l'exemple de la secció anterior. La forma canònica de Jordan s'obté arran d'una transformació lineal P−1AP = J, és a dir
{\displaystyle \;AP=PJ.}
Suposi's que P té vectors columna pi, i = 1, ..., 4; aleshores
{\displaystyle A{\begin{pmatrix}p_{1}&p_{2}&p_{3}&p_{4}\end{pmatrix}}={\begin{pmatrix}p_{1}&p_{2}&p_{3}&p_{4}\end{pmatrix}}{\begin{pmatrix}1&0&0&0\\0&2&0&0\\0&0&4&1\\0&0&0&4\end{pmatrix}}={\begin{pmatrix}p_{1}&2p_{2}&4p_{3}&p_{3}+4p_{4}\end{pmatrix}}.}
Es pot veure que 
{\displaystyle \;(A-1I)p_{1}=0}
{\displaystyle \;(A-2I)p_{2}=0}
{\displaystyle \;(A-4I)p_{3}=0}
{\displaystyle \;(A-4I)p_{4}=p_{3}.}
Per i = 1,2,3 es té {\displaystyle p_{i}\in \operatorname {Ker} (A-\lambda _{i}I)}, és a dir, pi és un vector propi de A corresponent al valor propi λi. Per i=4, multiplicant ambdós costats de la igualtat per {\displaystyle (A-4I)} es té
{\displaystyle \;(A-4I)^{2}p_{4}=(A-4I)p_{3}.}
Però {\displaystyle (A-4I)p_{3}=0}, per tant
{\displaystyle \;(A-4I)^{2}p_{4}=0.}
Així, {\displaystyle p_{4}\in \operatorname {Ker} (A-4I)^{2}.}
Vectors com ara {\displaystyle p_{4}} s'anomenen vectors propis generalitzats de A.
Així, donat un valor propi λ, el corresponent bloc de Jordan dona lloc a una cadena de Jordan. El generador, o vector generador, per exemple pr, de la cadena és un vector generalitzat tal que (A − λ I)rpr = 0, on r és la mida del bloc de Jordan. El vector p1 = (A − λ I)r−1pr és un vector propi corresponent a λ. En general, pi és una antiimatge de pi−1 per A − λ I. Així doncs, el vector generador efectivament genera la cadena mitjançant multiplicacions per (A − λ I).
En conclusió, la proposició de què qualsevol matriu quadrada A pot escriure's en forma canònica de Jordan és equivalent a la proposició de què existeix una base consistent en només vectors propis i vectors propis generalitzats de A.

### Demostració d'existència
En aquest apartat, es demostrarà l'existència d'una base de vectors propis i vectors propis generalitzats de A, la qual cosa implica que A pot ser escrita en forma canònica de Jordan; se'n donarà una demostració per inducció.
El cas 1 × 1 és trivial. Sigui A una matriu complexan × n. Escolleixi's qualsevol valor propi λ de A. El rang de A − λ I, denotat per Rang(A − λ I), és un subespai invariant de A. Addicionalment, com que λ és un valor propi de A, la dimensió de Rang(A − λ I), r, és estrictament menor que n. Sigui A'  la restricció de A a Rang(A − λ I). Per hipòtesi d'inducció, existeix una base {p1, ..., pr} tal que A' , expressada en termes d'aquesta base, és en forma canònica de Jordan.
Consideri's ara el subespai Ker(A − λ I). Si 
{\displaystyle \mathrm {Rang} (A-\lambda I)\cap \mathrm {Ker} (A-\lambda I)=\{0\},}
el resultat desitjat és conseqüència immediata del Teorema de la dimensió per espais vectorials. Així seria si, per exemple, A fos hermítica.
Altrament, si 
{\displaystyle Q=\mathrm {Rang} (A-\lambda I)\cap \mathrm {Ker} (A-\lambda I)\neq \{0\},}
sigui s ≤ r la dimensió de Q. Tot vector de Q és un vector propi de A'  corresponent al valor propi λ. Així doncs, la forma de Jordan de A'  ha de tenir s cadenes de Jordan corresponents a s vectors propis linealment independents. Per tant, la base {p1, ..., pr} ha de contenir s vectors, diguem-ne {pr−s+1, ..., pr}, que són vectors principals d'aquestes cadenes de Jordan de la forma canònica de Jordan de A'. Hom pot "estendre les cadenes" tot prenent les antiimatges d'aquests vectors principals. (Aquest és el pas clau de l'argumentació; en general, els vectors propis generalitzats no pertanyen a Rang(A − λ I).) Sigui qi tal que 
{\displaystyle \;(A-\lambda I)q_{i}=p_{i}{\mbox{ per }}i=r-s+1,\ldots ,r.}
Clarament, una combinació lineal no trivial dels qi pot pertànyer a Ker(A − λ I). A més, cap combinació lineal no trivial dels qi pot pertànyer a Rang(A − λ I), perquè això contradiria la suposició que tots els pi són vectors principals d'una cadena de Jordan. El conjunt {qi}, en ser antiimatges del conjunt linealment independent {pi} per A − λ I, també és linealment independent.
Finalment, hom pot escollir qualsevol conjunt linealment independent {z1, ..., zt} que generi 
{\displaystyle \;\mathrm {Ker} (A-\lambda I)/Q.}
Per construcció, la unió dels tres conjunts {p1, ..., pr}, {qr−s +1, ..., qr}, i {z1, ..., zt} és linealment independent. Tot vector d'aquesta unió de conjunts és o bé un vector propi o bé un vector propi generalitzat de A. Finalment, pel Teorema de la dimensió, la cardinalitat de la unió és n. En altres paraules, s'ha trobat una base formada per vectors propis i vectors propis generalitzats de A, i això demostra que A pot ser escrita en forma canònica de Jordan.

### Unicitat
Es pot demostrar que la forma canònica de Jordan d'una matriu A és única llevat de l'ordre dels blocs de Jordan.
No n'hi ha prou amb conèixer les multiplicitats algebraica i geomètrica dels valors propis per tal de determinar la forma canònica de Jordan de A. Si es coneix la multiplicitat algebraica m(λ) d'un valor propi λ, l'estructura de la forma de Jordan es pot determinar analitzant els rangs de les potències (A − λ I)m(λ). Per veure això, suposi's que A és una matriu n × n matrix A i que té només un valor propi λ. Així doncs, m(λ) = n. L'enter més petit k1 tal que 
{\displaystyle (A-\lambda I)^{k_{1}}=0}
és la mida del bloc de Jordan més gran de la forma de Jordan de A. (Aquest nombre k1 també s'anomena índex de λ. Vegeu-ne la discussió en una secció més endavant.) El rang de 
{\displaystyle (A-\lambda I)^{k_{1}-1}}
és el nombre de blocs de Jordan de mida k1. Similarment, el rang de
{\displaystyle (A-\lambda I)^{k_{1}-2}}
és el doble del nombre de blocs de Jordan de mida k1 més el nombre de blocs de Jordan de mida k1 − 1. Si es continua iterant, s'obté l'estructura de Jordan de A. El cas general és similar.
Es pot usar aquest procediment per demostrar la unicitat de la forma de Jordan. Siguin J1 i J₂ dues formes normals de Jordan per A. Aleshores J1 i J₂ són semblants i tenen el mateix espectre, tenint en compte les multiplicitats dels valors propis. Es pot usar el procediment esbosat al paràgraf anterior per determinar l'estructura d'aquestes matrius. Com que el rang d'una matriu es preserva per semblances, hi ha una bijecció entre els blocs de Jordan de J1 i J₂. Això demostra la unicitat de la proposició.

## Matrius reals
Si A és una matriu real, la seva forma de Jordan pot escriure's a entrades no-reals. Tot i això, existeix una matriu real invertible P tal que P-1AP = J és una matriu diagonal per blocs real, on cada bloc és un bloc de Jordan real. Un bloc de Jordan real és o bé idèntic a un bloc de Jordan complex (si el corresponent valor propi {\displaystyle \lambda _{k}}  és real), o bé és una matriu per blocs, consistent en blocs de mida 2×2 amb la següent estructura (per valors propis no-reals {\displaystyle \lambda _{k}=a_{k}+ib_{k}} ). Els blocs diagonals són idèntics, de la forma
{\displaystyle C_{i}={\begin{pmatrix}a_{i}&b_{i}\\-b_{i}&a_{i}\\\end{pmatrix}}}
i descriuen la multiplicació per {\displaystyle \lambda _{i}} dins el pla complex. Els blocs de la superdiagonal són matrius identitat 2×2. La forma completa del bloc de Jordan a entrades reals ve donat per
{\displaystyle J_{i}={\begin{pmatrix}C_{i}&I&\;&\;\\\;&C_{i}&\ddots &\;\\\;&\;&\ddots &I\\\;&\;&\;&C_{i}\\\end{pmatrix}}.}
Aquesta forma de Jordan real és una conseqüència de la forma de Jordan complexa. Per una matriu real, els vectors propis i vectors propis generalitzats no-reals sempre es poden escollir per formar parells conjugats complexos. Prenent les parts real i imaginària (que són combinació lineal del vector i el seu conjugat), la matriu pren aquesta forma en la nova base.
Cal notar que la forma de Jordan real definida així no compleix la definició de forma de Jordan que s'ha donat al principi de l'article, sinó que n'és una generalització.

## Conseqüències
Hom pot veure que la forma canònica de Jordan és, essencialment, resultat d'una classificació de matrius quadrades i, per tant, molts resultats importants de l'àlgebra lineal poden ser vistos com a conseqüències.

### Teorema espectral
Usant la forma canònica de Jordan, un càlcul directe dona un teorema espectral per l'anàlisi funcional: Sigui A una matriu n × n amb valors propis λ1, ..., λn; aleshores per qualsevol polinomi p, p(A) té valors propis p(λ1), ..., p(λn).

### Teorema de Cayley–Hamilton
El Teorema de Cayley-Hamilton afirma que tota matriu A satisfà la seva equació característica: si p és el polinomi característic de A, llavors p(A) = 0. Això es pot demostrar mitjançant càlcul directe sobre la forma de Jordan, ja que qualsevol bloc de Jordan per λ s'anul·la per (X − λ)m on m és la multiplicitat de l'arrel λ de p, la suma de les mides dels blocs de Jordan per λ i, per tant, igual o més gran que la mida del bloc en qüestió. Pot assumir-se que la forma de Jordan existeix sobre una extensió del cos base de la matriu, per exemple el cos de descomposició de p; aquesta extensió no canvia la matriu p(A) en absolut.

### Polinomi mínim
El polinomi mínim P d'una matriu quadrada A és l'únic polinomi mònic de grau mínim, m, tal que P(A) = 0. Alternativament, el conjunt de polinomis que anul·len A formen un ideal I dins {\displaystyle \mathbb {C} [x]}, l'anell de polinomis a coeficients complexos que és principal. L'element mònic que genera I és precisament P.
Siguin λ1, ..., λq els diferents valors propis de A, i sigui si la mida del bloc de Jordan més gran corresponent a λi. És clar de la forma canònica de Jordan que el polinomi mínim de A té grau Σsi.
Si bé és cert que la forma canònica de Jordan determina el polinomi mínim, l'invers no és cert. Això porta a la noció de divisors elementals. Els divisors elementals d'una matriu quadrada A són els polinomis característics dels seus blocs de Jordan. Els factors del polinomi mínim m són els divisors elementals dels de grau màxim corresponents a valors propis diferents.
El grau d'un divisor elemental és la mida del corresponent bloc de Jordan i, per tant, la dimensió del corresponent subespai invariant. Si tots els divisors elementals són lineals, aleshores A és diagonalitzable.
El polinomi mínim d'una matriu n×n divideix el seu polinomi característic. De fet, el polinomi mínim i el polinomi característic d'una matriu quadrada A tenen els mateixos divisors elementals.

### Descomposicions en subespais invariants
La forma de Jordan d'una matriu A n × n és diagonal per blocs, i això dona una descomposició dels n espais dimensionals euclidians en subespais invariants de A. Cada bloc de Jordan Ji correspon a un subespai invariant Xi. Simbòlicament, escrivim
{\displaystyle \mathbb {C} ^{n}=\bigoplus _{i=1}^{k}X_{i}}
on cada Xi és un subespai generat per la corresponent cadena de Jordan, k és el nombre de cadenes de Jordan i el símbol {\displaystyle \bigoplus } indica que es tracta d'una suma directa.
Es pot obtenir una descomposició lleugerament diferent via la forma de Jordan. Donat un valor propi λi, la mida del seu major bloc de Jordan si s'anomena índex de λi i es denota per ν(λi). (Llavors el grau del polinomi mínim és la suma de tots aquests índexs.) Defineixi's un subespai Yi com
{\displaystyle \;Y_{i}=\operatorname {Ker} (\lambda _{i}-A)^{\nu (\lambda _{i})}.}
Això ens dona la descomposició
{\displaystyle \mathbb {C} ^{n}=\bigoplus _{i=1}^{\ell }Y_{i}}
on {\displaystyle \ell } és el nombre de valors propis diferents de A. Intuïtivament, s'unifiquen els subespais invariants pels blocs de Jordan corresponents al mateix valor propi. En el cas extrem en què A és un múltiple de la matriu identitat, es té k = n i {\displaystyle \ell } = 1.
La projecció sobre Yi i al llarg dels altres Yj (j ≠ i) s'anomena la projecció espectral de A en λi i se sol denotar com P(λi; A). Les projeccions espectrals són mútuament ortogonals, en el sentit que P(λi; A) P(λj; A) = 0 si i ≠ j. També són commutatives amb A i la seva suma és la matriu identitat. Substituint cada λi en la matriu de Jordan J per 1 i substituint per 0 totes les altres entrades, s'obté P(λi; J); addicionalment, si U J U -1 és la transformació lineal tal que A = U J U -1, aleshores P(λi; A) = U P(λi; J) U -1. No s'està limitat a dimensions finites. Vegeu més avall les aplicacions a operadors compactes, i al càlcul funcional holomorf per a una discussió més general.
Comparant les dues descomposicions, cal notar que, en general, {\displaystyle \ell \leq k}. Quan A és normal, els subespais Xi en la primera descomposició són unidimensionals i mútuament ortogonals. Això és el teorema espectral per operadors normals. La segona descomposició es pot generalitzar més fàcilment per operadors compactes generals dins espais de Banach.
És interessant fer notar algunes propietats de l'índex ν(λ). Més generalment, donat un nombre complex λ, el seu índex pot definir-se com el mínim enter no-negatiu ν(λ) tal que
{\displaystyle \mathrm {Ker} (\lambda -A)^{\nu (\lambda )}=\operatorname {Ker} (\lambda -A)^{m},\;\forall m\geq \nu (\lambda ).}
Així, ν(λ) > 0 si i només si λ és un valor propi de A. En el cas de dimensió finita, ν(λ) ≤ la multiplicitat algebraica de λ.

## Generalitzacions

### Matrius amb entrades en un cos
La reducció de Jordan es pot estendre a qualsevol matriu quadrada M amb entrades a un cos K. El resultat afirma que qualsevol M es pot escriure com una suma D + N, on D és un operador semisimple, N és nilpotent, i DN = ND. D'això se'n diu descomposició de Jordan–Chevalley. Si K conté els valors propis de M, en particular quan K és algebraicament tancat, la forma canònica es pot expressar com suma directa de blocs de Jordan.
De forma similar al cas on K és el cos dels nombres complexos, el fet de conèixer les dimensions dels nuclis de (M − λI)k per 1 ≤ k ≤ m, on m és la multiplicitat algebraica del valor propi λ, ens permet determinar la forma de Jordan de M. Hom pot visualitzar l'espai vectorial subjacent V com un K[x]-mòdul si hom es fixa en l'acció de x sobre V com a aplicació de M i estenent per K-linealitat. Aleshores els polinomis (x − λ)k són els divisors elementals de M, i la forma canònica de Jordan s'obté representant M en termes de blocs associats als divisors elementals. 
La demostració de l'existència de la forma canònica de Jordan normalment és una conseqüència de l'aplicació a l'anell K[x] del Teorema d'estructura dels mòduls finitament generats sobre un domini d'ideals principals, del qual és un corol·lari.
Si l'espai vectorial és sobre un cos K, aleshores existeix una base en la qual existeix una tal matriu si i només si tots els valors propis de M són de K, o equivalentment si el polinomi característic de l'operador es pot descompondre en factors lineals sobre K. Aquesta condició sempre se satisfà si K és el cos dels nombres complexos. En qualsevol cas, sempre es pot estendre el cos base K a un cos en què els polinomis característic i mínim es factoritzin en polinomis lineals.

### Funcions de matrius
Siguin {\displaystyle A\in \mathbb {M} _{n}(\mathbb {C} )} (matriu complexa de dimensió {\displaystyle n\times n}) i {\displaystyle C\in \mathrm {GL} _{n}(\mathbb {C} )} el canvi de base per la forma canònica de Jordan de {\displaystyle A}, és a dir, {\displaystyle A=C^{-1}JC}.
Sigui ara {\displaystyle f(z)} una funció holomorfa definida sobre un conjunt obert {\displaystyle {\mathit {\Omega }}} tal que {\displaystyle \mathrm {spec} A\subset {\mathit {\Omega }}\subseteq \mathbb {C} }, és a dir, tal que l'espectre de la matriu estigui contingut dins el domini d'holomorfia de {\displaystyle f}. Sigui
{\displaystyle f(z)=\sum _{h=0}^{\infty }a_{h}(z-z_{0})^{h}}
el desenvolupament en sèrie de potències de {\displaystyle f} al voltant de {\displaystyle z_{0}\in {\mathit {\Omega }}\backslash \mathrm {spec} A}, que a partir d'ara suposarem 0 per simplificar. La matriu {\displaystyle f(A)} es pot definir mitjançant la següent sèrie formal de potències
{\displaystyle f(A)=\sum _{h=0}^{\infty }a_{h}A^{h}}
que és absolutament convergent respecte a la norma euclidiana de {\displaystyle \mathbb {M} _{n}(\mathbb {C} )}. En altres paraules, {\displaystyle f(A)\,} convergeix absolutament per qualsevol matriu quadrada amb radi espectral més petit que el radi de convergència de {\displaystyle f} al voltant de {\displaystyle 0} i és uniformement convergent sobre qualsevol subconjunt compacte de {\displaystyle \mathbb {M} _{n}(\mathbb {C} )} que satisfà aquesta propietat en la topologia de grup de Lie.
La forma canònica de Jordan permet avaluar funcions de matrius sense calcular explícitament una sèrie infinita, que és precisament un dels grans avantatges de les matrius de Jordan. Usant el fet que la k-sima potència ({\displaystyle k\in \mathbb {N} _{0}}) d'una matriu per blocs diagonal és la matriu diagonal per blocs on cada bloc és la k-sima potència del bloc original respectiu, és a dir, {\displaystyle \left(A_{1}\oplus A_{2}\oplus A_{3}\oplus \ldots \right)^{k}=A_{1}^{k}\oplus A_{2}^{k}\oplus A_{3}^{k}\oplus \ldots }, i que {\displaystyle A^{k}=C^{-1}J^{k}C\,}, l'anterior sèrie de potències esdevé
{\displaystyle f(A)=C^{-1}f(J)C=C^{-1}\left(\bigoplus _{k=1}^{N}f\left(J_{\lambda _{k},m_{k}}\right)\right)C}
on no cal calcular explícitament per sèries de potències cada bloc de Jordan. De fet, si {\displaystyle \lambda \in {\mathit {\Omega }}}, tota funció holomorfa avaluada sobre un bloc de Jordan {\displaystyle f(J_{\lambda ,n})\,} té la forma de la següent matriu triangular superior:
{\displaystyle f(J_{\lambda ,n})=\left({\begin{matrix}f(\lambda )&f^{\prime }(\lambda )&{\frac {f^{\prime \prime }(\lambda )}{2}}&\cdots &{\frac {f^{(n-2)}(\lambda )}{(n-2)!}}&{\frac {f^{(n-1)}(\lambda )}{(n-1)!}}\\0&f(\lambda )&f^{\prime }(\lambda )&\cdots &{\frac {f^{(n-3)}(\lambda )}{(n-3)!}}&{\frac {f^{(n-2)}(\lambda )}{(n-2)!}}\\0&0&f(\lambda )&\cdots &{\frac {f^{(n-4)}(\lambda )}{(n-4)!}}&{\frac {f^{(n-3)}(\lambda )}{(n-3)!}}\\\vdots &\vdots &\vdots &\ddots &\vdots &\vdots \\0&0&0&\cdots &f(\lambda )&f^{\prime }(\lambda )\\0&0&0&\cdots &0&f(\lambda )\\\end{matrix}}\right)=\left({\begin{matrix}a_{0}&a_{1}&a_{2}&\cdots &a_{n-2}&a_{n-1}\\0&a_{0}&a_{1}&\cdots &a_{n-3}&a_{n-2}\\0&0&a_{0}&\ddots &\ddots &a_{n-3}\\\vdots &\vdots &\vdots &\ddots &\ddots &\vdots \\0&0&0&\cdots &a_{0}&a_{1}\\0&0&0&\cdots &0&a_{0}\end{matrix}}\right).}
Com a conseqüència, el càlcul de funcions sobre matrius és força directe quan es coneixen la seva forma canònica de Jordan i la matriu de canvi de base.
Addicionalment, {\displaystyle \mathrm {spec} f(A)=f(\mathrm {spec} A)}, és a dir, tot valor propi {\displaystyle \lambda \in \mathrm {spec} A} es correspon amb el valor propi {\displaystyle f(\lambda )\in \mathrm {spec} f(A)}, però té (en general), diferents multiplicitat algebraica, multiplicitat geomètrica i índex. Tot i això, es pot calcular la multiplicitat algebraica de la següent forma:
{\displaystyle {\text{mul}}_{f(A)}f(\lambda )=\sum _{\mu \in {\text{spec}}A\cap f^{-1}(f(\lambda ))}~{\text{mul}}_{A}\mu .\,}
També es pot definir de forma similar la funció {\displaystyle f(T)} d'una transformació lineal {\displaystyle T} entre espais vectorials, d'acord amb el càlcul funcional holomorf, on juguen un rol fonamental les teories d'espai de Banach i de superfície de Riemann.

### Operadors compactes
En una direcció diferent, hom té un resultat similar a la forma canònica de Jordan per operadors compactes en un espai de Banach. Cal restringir-se a operadors compactes perquè qualsevol punt x dins l'espectre d'un operador compacte T és un valor propi, només amb l'excepció de quan x és el punt límit de l'espectre. Això no és cert en general per operadors acotats. Per donar una idea d'aquesta generalització, primer es reformula la descomposició de Jordan en termes d'anàlisi funcional.

#### Càlcul funcional holomorf
Per més detalls sobre aquest tema, vegeu càlcul funcional holomorf
Siguin X un espai de Banach i L(X) els operadors acotats de X, i denotem per σ(T) l'espectre de T ∈ L(X). Es defineix com a càlcul funcional holomorf el següent:
Fixat un operador acotat T, consideri's la família Hol(T) de funcions complexes que és holomorfa en algun conjunt obert G que conté σ(T). Sigui Γ = {γi} una col·lecció finita de corbes de Jordan tals que σ(T) està a l'interior de Γ. Definim f(T) com
{\displaystyle f(T)={\frac {1}{2\pi i}}\int _{\Gamma }f(z)(z-T)^{-1}dz.}
El conjunt obert G pot variar amb f i pot ser no connex. La integral es defineix com el límit de les sumes de Riemann, de la mateixa forma que en el cas escalar. Tot i que la integral té sentit per f contínua, aquí hom es restringeix a funcions holomorfes per poder aplicar la maquinària de la teoria de funcions clàssica (p. ex. la fórmula integral de Cauchy). Com que s'ha suposat que σ(T) està a l'interior de Γ, llavors f(T) està ben definida; no depèn de l'elecció de Γ. El càlcul funcional és la funció Φ de Hol(T) a L(X) donada per
{\displaystyle \;\Phi (f)=f(T).}
Es necessiten les següents propietats d'aquest càlcul funcional:
1. Φ estén el càlcul funcional polinomial.
2. El teorema de descomposició espectral diu que: σ(f(T)) = f(σ(T)).
3. Φ és un homomorfisme d'àlgebres.

#### El cas de dimensió finita
En el cas de dimensió finita, σ(T) = {λi} és un conjunt discret finit dins el pla complex. Sigui ei la funció que val 1 en algun entorn obert de λi i 0 altrament. Per la propietat 3 del càlcul funcional, l'operador
{\displaystyle \;e_{i}(T)}
és una projecció. Addicionalment, sigui νi l'índex de λi i 
{\displaystyle f(z)=(z-\lambda _{i})^{\nu _{i}}.}
El teorema de descomposició espectral diu que 
{\displaystyle f(T)e_{i}(T)=(T-\lambda _{i})^{\nu _{i}}e_{i}(T)}
té espectre {0}. Per la propietat 1, f(T) es pot calcular directament en la forma de Jordan, i per inspecció, es veu ç que l'operador f(T)ei(T) és la matriu nul·la.
Per la propietat 2, f(T) ei(T) = ei(T) f(T). Així doncs, ei(T) és precisament la projecció sobre el subespai
{\displaystyle \mathrm {Rang} \;e_{i}(T)=\mathrm {Ker} (T-\lambda _{i})^{\nu _{i}}.}
La relació 
{\displaystyle \;\sum _{i}e_{i}=1}
implica
{\displaystyle \mathbb {C} ^{n}=\bigoplus _{i}\;\mathrm {Rang} \;e_{i}(T)=\bigoplus _{i}\;\mathrm {Ker} (T-\lambda _{i})^{\nu _{i}}}
on l'índex i recorre els diferents valors propis de T. Aquesta és exactament la descomposició en subespais invariants
{\displaystyle \mathbb {C} ^{n}=\bigoplus _{i}Y_{i}}
que s'ha vist en una secció anterior. Cada ei(T) és la projecció sobre el subespai general per les cadenes de Jordan corresponents a λi i al llarg dels subespais generats per les cadenes de Jordan corresponents a λj per j ≠ i. En altres paraules, ei(T) = P(λi;T). Aquesta identificació explícita dels operadors ei(T) ens dona una forma explícita del càlcul funcional holomorf per matrius:
Per tota f ∈ Hol(T),
{\displaystyle f(T)=\sum _{\lambda _{i}\in \sigma (T)}\sum _{k=0}^{\nu _{i}-1}{\frac {f^{(k)}}{k!}}(T-\lambda _{i})^{k}e_{i}(T).}
Noti's que l'expressió de f(T) és una suma finita perquè, en cada entorn de λi, s'ha escollit l'expansió en sèries de Taylor de f centrada en λi.

#### Pols d'un operador
Siguin T un operador acotat, i λ un punt aïllat de σ(T). (Com s'ha dit abans, si T és compacte, tot punt del seu espectre és un punt aïllat, excepte possiblement el punt límit 0.)
El punt λ s'anomena pol de l'operador T amb ordre ν si la funció resolvent RT definida per 
{\displaystyle \;R_{T}(\lambda )=(\lambda -T)^{-1}}
té un pol d'ordre ν a λ.
Es demostrarà que, en el cas de dimensió finita, l'ordre d'un valor propi coincideix amb el seu índex. El resultat també és vàlid per operadors compactes.
Consideri's la regió anular A centrada al valor propi λ amb un radi ε suficientment petit de tal manera que la intersecció del disc obert Bε(λ) i σ(T) és {λ}. La funció resolvent RT és holomorfa en A.
Estenent un resultat de la teoria de funcions clàssica, RT té una representació en Sèrie de Laurent en A:
{\displaystyle R_{T}(z)=\sum _{-\infty }^{\infty }a_{m}(\lambda -z)^{m}}
on
{\displaystyle a_{-m}=-{\frac {1}{2\pi i}}\int _{C}(\lambda -z)^{m-1}(z-T)^{-1}dz} i C és un petit cercle centrat a λ.
Pel que s'ha vist sobre càlcul funcional,
{\displaystyle \;a_{-m}=-(\lambda -T)^{m-1}e_{\lambda }(T)} on {\displaystyle \;e_{\lambda }} val 1 a {\displaystyle \;B_{\epsilon }(\lambda )} i 0 altrament.
Però s'ha vist que el menor enter positiu m tal que
{\displaystyle a_{-m}\neq 0} i {\displaystyle a_{-l}=0\;\;\forall \;l\geq m}
és precisament l'índex de λ, ν(λ). En altres paraules, la funció RT té un pol d'ordre ν(λ) en λ.

## Exemples de càlcul

### Exemple 1
Aquest exemple mostra com calcular la forma canònica de Jordan d'una matriu donada. Com s'explica a la secció següent, és important fer els càlculs exactes en comptes d'arrodonir els resultats.
Consideri's la matriu
{\displaystyle A={\begin{pmatrix}5&4&2&1\\0&1&-1&-1\\-1&-1&3&0\\1&1&-1&2\end{pmatrix}}}
la qual s'ha vist a l'inici de l'article.
El polinomi característic de A és
{\displaystyle \det(A-\lambda I)=\lambda ^{4}-11\lambda ^{3}+42\lambda ^{2}-64\lambda +32=(\lambda -1)(\lambda -2)(\lambda -4)^{2}.\,}
Això vol dir que els valors propis són 1, 2, 4 i 4, d'acord amb la multiplicitat algebraica. Hom pot calcular l'espai propi corresponent al valor propi 1 tot resolent l'equació Av = λ v. Aquest espai és generat pel vector columna v = (−1, 1, 0, 0)T. De forma semblant, l'espai propi corresponent al valor propi 2 està generat per w = (1, −1, 0, 1)T. Finalment, l'espai propi corresponent al valor propi 4 també és unidimensional (encara que és un valor propi doble), i està generat per x = (1, 0, −1, 1)T. Així doncs, la multiplicitat geomètrica (és a dir, la dimensió de l'espai propi del valor propi donat) de cadascun dels tres valors propis és 1. Per tant, els dos valors propis iguals a 4 corresponen a un sol bloc de Jordan, i la forma canònica de Jordan de la matriu A és la suma directa
{\displaystyle J=J_{1}(1)\oplus J_{1}(2)\oplus J_{2}(4)={\begin{pmatrix}1&0&0&0\\0&2&0&0\\0&0&4&1\\0&0&0&4\end{pmatrix}}.}
Hi ha tres cadenes. Dues tenen longitud 1: {v} i {w}, corresponents als valors propis 1 i 2, respectivament. Hi ha una cadena de longitud 2, corresponent al valor propi 4. Per trobar aquesta cadena, es calcula
{\displaystyle \ker {(A-4I)}^{2}=\left\langle {\begin{pmatrix}1\\0\\0\\0\end{pmatrix}},{\begin{pmatrix}1\\0\\-1\\1\end{pmatrix}}\right\rangle .}
Aquí la notació {\displaystyle \langle \cdot \rangle } indica subespai vectorial generat. Es pren un vector dintre de l'anterior espai generat que no pertanyi al nucli de A − 4I, p. ex., y = (1,0,0,0)T. Ara, (A − 4I)y = x i (A − 4I)x = 0, per tant {y, x} és una cadena de longitud 2 corresponent al valor propi 4.
La matriu de transició P tal que P−1AP = J es pot formar col·locant aquests vectors un al costat de l'altre, de la següent manera:
{\displaystyle P={\Big (}\,v\,{\Big |}\,w\,{\Big |}\,x\,{\Big |}\,y\,{\Big )}={\begin{pmatrix}-1&1&1&1\\1&-1&0&0\\0&0&-1&0\\0&1&1&0\end{pmatrix}}.}
Un càlcul senzill mostra que es compleix l'equació P−1AP = J.
{\displaystyle P^{-1}AP=J={\begin{pmatrix}1&0&0&0\\0&2&0&0\\0&0&4&1\\0&0&0&4\end{pmatrix}}.}
Si s'hagués intercanviat l'ordre en el qual han aparegut els vectors de les cadenes, és a dir, si s'hagués canviat l'ordre de v, w i {x, y} junts, els blocs de Jordan s'haurien intercanviat. Tot i això, les formes de Jordan haurien estat equivalents.

### Exemple 2
Consideri's un endomorfisme {\displaystyle f\in \mathrm {End} (E)} amb matriu
{\displaystyle A_{f}={\begin{pmatrix}1&-1&-1&-1&-1\\1&3&1&1&1\\0&0&2&0&0\\0&0&0&1&-1\\0&0&0&1&3\end{pmatrix}}.}
El seu polinomi característic és {\displaystyle \det(A_{f}-xI)=(2-x)^{5}}. El rang de {\displaystyle (f-2I)} és 2 i, per tant, {\displaystyle \mathrm {dim} \ \mathrm {Nuc} (f-2I)=3}. A més, {\displaystyle (f-2I)^{2}=0}, i el polinomi mínim de {\displaystyle f} és {\displaystyle (x-2)^{2}}. El requadre considerat anteriorment té, en aquest cas, dues files i tres elements a la fila inferior:
| {\displaystyle u_{11}}    | {\displaystyle u_{12}}    |                       |
| {\displaystyle q(u_{11})} | {\displaystyle q(u_{12})} | {\displaystyle u_{2}} |

Es pot agafar {\displaystyle u_{11}=(1,0,0,0,0)}, {\displaystyle u_{12}=(0,0,0,1,0)}. Llavors,
{\displaystyle {\begin{aligned}q(u_{11})&=(f-2I)(u_{11})=(-1,1,0,0,0)\\q(u_{12})&=(f-2I)(u_{12})=(-1,1,0,-1,1)\\\end{aligned}}}
són dos vectors propis que, juntament amb {\displaystyle u_{2}=(0,0,1,0,0)}, formen una base de vectors propis. En la base {\displaystyle \{u_{11},q(u_{11}),u_{12},q(u_{12}),u_{2}\}}, la matriu de {\displaystyle f} és
{\displaystyle J_{f}={\begin{pmatrix}2&0&\vline &0&0&\vline &0\\1&2&\vline &0&0&\vline &0\\\hline 0&0&\vline &2&0&\vline &0\\0&0&\vline &1&2&\vline &0\\\hline 0&0&\vline &0&0&\vline &2\end{pmatrix}}}

## Aplicacions

### Anàlisi numèrica
Si la matriu A té valors propis múltiples, o és gairebé una matriu amb valors propis múltiples, llavors la seva forma canònica de Jordan és molt sensible a pertorbacions. Considerem per exemple la matriu
{\displaystyle A={\begin{pmatrix}1&1\\\varepsilon &1\end{pmatrix}}.}
Si ε = 0, llavors la forma canònica de Jordan és simplement
{\displaystyle {\begin{pmatrix}1&1\\0&1\end{pmatrix}}.}
En canvi, per ε ≠ 0, la forma canònica de Jordan és
{\displaystyle {\begin{pmatrix}1+{\sqrt {\varepsilon }}&0\\0&1-{\sqrt {\varepsilon }}\end{pmatrix}}.}
El fet de tenir una matriu mal condicionada fa que sigui molt difícil desenvolupar un algorisme numèric robust per la forma canònica de Jordan, perquè el resultat depèn molt de si dos valors propis resulten ser molt propers. Per aquesta raó, se sol evitar la forma canònica de Jordan en anàlisi numèrica; normalment, la descomposició de Schur és una alternativa millor.

### Exponenciació i resolució de sistemes d'equacions diferencials ordinàries
Si n és un nombre natural, la n-sima potència d'una matriu en forma canònica de Jordan és una suma directa de matrius triangulars superiors, com a resultat de multiplicació de blocs. En concret, després de cada exponenciació cada bloc de Jordan esdevé un bloc triangular superior.
Per exemple,
{\displaystyle {\begin{pmatrix}2&1&0&0&0\\0&2&1&0&0\\0&0&2&0&0\\0&0&0&5&1\\0&0&0&0&5\end{pmatrix}}^{4}={\begin{pmatrix}16&32&24&0&0\\0&16&32&0&0\\0&0&16&0&0\\0&0&0&625&500\\0&0&0&0&625\end{pmatrix}}.}
Addicionalment, cada bloc triangular consisteix en λn a la diagonal principal, {\displaystyle {\tbinom {n}{1}}} vegades λn-1 a la superdiagonal, i així successivament. Aquesta expressió és vàlida per potències enteres negatives, posat que s'ampliï la noció dels coeficients binomials {\displaystyle {\tbinom {n}{k}}\mapsto \left({\frac {n}{|n|}}\right)^{k}{\tbinom {|n|}{k}}}.
Per exemple, 
{\displaystyle {\begin{pmatrix}\lambda _{1}&1&0&0&0\\0&\lambda _{1}&1&0&0\\0&0&\lambda _{1}&0&0\\0&0&0&\lambda _{2}&1\\0&0&0&0&\lambda _{2}\end{pmatrix}}^{n}={\begin{pmatrix}\lambda _{1}^{n}&{\tbinom {n}{1}}\lambda _{1}^{n-1}&{\tbinom {n}{2}}\lambda _{1}^{n-2}&0&0\\0&\lambda _{1}^{n}&{\tbinom {n}{1}}\lambda _{1}^{n-1}&0&0\\0&0&\lambda _{1}^{n}&0&0\\0&0&0&\lambda _{2}^{n}&{\tbinom {n}{1}}\lambda _{2}^{n-1}\\0&0&0&0&\lambda _{2}^{n}\end{pmatrix}}.}
Un sistema d'equacions diferencials ordinàries en {\displaystyle y} es pot reduir a una equació diferencial matricial d'ordre 1: {\displaystyle u'(t)=Au(t)} i la condició inicial {\displaystyle u(0)=u_{0}}, on {\displaystyle u(t)} és un vector columna que conté les derivades successives de {\displaystyle y}. En aquest cas, la resolució de l'equació és explícita, posat que el sistema tingui coeficients constants: {\displaystyle u'(t)=exp(tA)u_{0}}. L'avantatge de la forma canònica de Jordan rau en la facilitat dels càlculs que s'han de fer per obtenir les potències de la matriu. En efecte, l'exponencial d'un bloc de Jordan de mida {\displaystyle p} és:
{\displaystyle \exp {(tJ_{\lambda })}=\exp {(t\lambda )}{\begin{pmatrix}1&t&{\frac {t^{2}}{2}}&\cdots &{\frac {t^{p-1}}{(p-1)!}}\\0&\ddots &\ddots &\ddots &\vdots \\\vdots &\ddots &\ddots &t&{\frac {t^{2}}{2}}\\\vdots &0&\ddots &\ddots &t\\0&\cdots &\cdots &0&1\\\end{pmatrix}}.}

### Sistemes dinàmics
Suposi's que un sistema dinàmic (complex) es defineix pel sistema d'equacions
{\displaystyle {\dot {\mathbf {z} }}(t)=A(\mathbf {c} )\mathbf {z} (t),}
{\displaystyle \mathbf {z} (0)=\mathbf {z} _{0}\in \mathbb {C} ^{n},}
on {\displaystyle \mathbf {z} :\mathbb {R_{+}} \rightarrow {\mathcal {R}}} és la parametrització de la corba (de dimensió n) d'una òrbita en la superfície de Riemann {\displaystyle {\mathcal {R}}} del sistema dinàmic, i {\displaystyle A(\mathbf {c} )} és una matriu complexa {\displaystyle n\times n} els elements de la qual són funcions complexes de paràmetre {\displaystyle d}-dimensional {\displaystyle \mathbf {c} \in \mathbb {C} ^{d}}.
Encara que {\displaystyle A\in \mathbb {M} _{n}\left(\mathrm {C} ^{0}(\mathbb {C} ^{d})\right)} (és a dir, {\displaystyle A} depèn de forma contínua del paràmetre {\displaystyle \mathbf {c} }), la forma canònica de Jordan de la matriu està deformada contínuament quasi pertot {\displaystyle \mathbb {C} ^{d}} però, en general, no a tot arreu: hi ha una subvarietat de {\displaystyle \mathbb {C} ^{d}} on la forma de Jordan canvia bruscament d'estructura quan el paràmetre la creua o simplement la "recorre" (monodromia). Aquests canvis signifiquen que diversos blocs de Jordan (pertanyin a diferents valors propis o no) es fusionen per formar un únic bloc de Jordan, o a la inversa (és a dir, un bloc de Jordan es divideix en dos o més blocs de Jordan diferents).
Molts aspectes de la teoria de bifurcació tant per sistemes dinàmics continus com discrets poden interpretar-se amb l'ajuda de l'anàlisi de matrius funcionals de Jordan.
Des del punt de vista de la dinàmica d'espais tangents, això vol dir que la descomposició ortogonal de l'espai de fases del sistema dinàmic canvia i, per exemple, diferents òrbites poden augmentar la seva periodicitat, o disminuir-la, o canviar d'un tipus de periodicitat a un altre (com ara duplicació de període, cfr. mapa logístic).
Simplificant, el comportament qualitatiu d'un tal sistema dinàmic pot canviar substancialment amb la deformació versal de la forma canònica de Jordan de {\displaystyle A(\mathbf {c} )}.